# Gennaro Portanova
Gennaro Portanova (ur. 11 października 1845 w Neapolu, zm. 25 kwietnia 1908 w Reggio di Calabria) – włoski duchowny katolicki, arcybiskup Reggio di Calabria, kardynał.

## Życiorys
Ukończył jezuicką szkołę w Neapolu. Święcenia kapłańskie otrzymał 22 maja 1869. Był profesorem matematyki, fizyki i filozofii w wielu neapolitańskich instytutach. W latach 1877–1883 profesor teologii w seminarium w Neapolu.
9 sierpnia 1883 otrzymał nominację na biskupa tytularnego Roso i koadiutora z prawem następstwa biskupstwa Ischia. Sakrę przyjął w Rzymie z rąk kardynała Raffaele Monaco La Valletta. W lutym 1885 przejął sukcesję w Ischia. 16 marca 1888 został metropolitą Reggio di Calabria. W międzyczasie był apostolskim administratorem diecezji Bova (1889–1895) i Oppido (1898–1899). Kreowany kardynałem prezbiterem San Clemente na konsystorzu z czerwca 1899. Czynił naciski by zostać przeniesionym do Neapolu, lecz Leon XIII postanowił zostawić go w Reggio di Calabria i dlatego nadał mu purpurę. Brał udział w konklawe 1903. Pochowany został na cmentarzu miejskim w Reggio di Calabria.